# 裙本理人
裙本 理人（つまもと まさと、1982年 - ）は、日本の実業家。再生医療関連事業を展開するバイオスタートアップであるセルソース株式会社の創業者、取締役CXO。著書に「ミレニアル・スタートアップ―新しい価値観で動く社会と会社」。ノンフィクションライターの泉秀一と共にパーソナリティを務めるポッドキャスト「超実践的幸福論」を配信している。

## 経歴
- 2005年	神戸大学発達科学部卒業
- 2005年	住友商事入社
- 2007年	ロシアのサンクトペテルブルク大学に留学
- 2011年	ロシアのプラスタンに駐在
- 2015年	セルソース株式会社を設立し代表取締役社長CEOに就任
- 2024年	セルソース株式会社代表取締役CXOに就任
- 2024年	セルソース株式会社取締役CXOに就任（現任）

## 人物
1982年生まれ、兵庫県出身。2005年神戸大学発達科学部卒業。同年、住友商事株式会社に入社しロシア・北米地域の木材資源関連ビジネスを担当し、世界情勢や環境変化を察知し、経済や経営に関する仕事に10年ほど取り組む。｢いずれ独立を｣と考えていた裙本は、需要があり社会的意義が大きい医療分野に着目。2014年に世界で先駆けて日本で新法の「再生医療等安全性確保法」が成立した事に将来性を見出し、参入障壁が高い医療ビジネス、中でも再生医療の分野への参入を決意。2015年、再生医療に用いる細胞等加工の受託や関連法規への対応サポート事業を展開するセルソース株式会社を設立した。2025年、出身地である兵庫県明石市への寄付により紺綬褒章を受けている。

### 会社設立後
セルソースは2019年10月、創業4期目にして東証マザーズ（現・東証グロース）市場へのスピード上場を果たし、更に2023年10月には東証プライム市場へ区分変更を行っている。
裙本は｢ミニマム｣な事業経営に徹している。受注規模から必要な設備と人員を算出し、最適な規模の投資を徹底。「ニーズから入って市場性を見極め、その規模感に合わせてビジネスの全体像を組み立て」ている。同社はベンチャーキャピタル等からの資本を入れず、第1期から黒字化を達成。2021年10月期までで5年連続の増収増益を達成している。「黒字でなければ事業が続かず、社会に貢献できない。納税も株主への還元もできません。創業時から黒字を出すことには常にこだわってきました」と語り、細胞等加工受託以外の柱も立てることで、バイオベンチャーに必須となる研究開発への投資コストを上回る収益を上げている。
シーズではなく“マーケット発”ベンチャーとしてセルソースを立ち上げ、バイオスタートアップには珍しい黒字経営を果たし増収増益を続けている同社は、資金調達ではなく利益を出して研究開発に投資するのもこだわりの一つと回答している。。セルソースの役員には裙本自身も含め医療他業種からの人材も就任しているが、 例えば元・米Google副社長兼日本法人社長として著名な村上憲郎氏の社外取締役就任について、裙本がコンタクトをとったことがきっかけであるという（現在は退任）。セルソースは日経新聞「NEXT1000」において、成長期待の指標である直近1年のPBR平均上昇幅（前年比）で1位を獲得している。セルソースの技術は多くのプロアスリートの治療に活用されており、元プロ野球選手・松坂大輔氏と裙本の対談がスポーツ大手メディア・Numberで大きく特集されている。
現在は、創業者である裙本が新規事業立ち上げに特化した役割を担い、それまで社外取締役を務めていた元ファミリーマート社長の澤田貴司が経営全般と既存事業の爆発的な規模拡大を推し進めるため、セルソース代表取締役社長CEOを澤田と交代し自身は取締役CXOに就任している。
黒字成長を続けている中での交代について、メディアの取材に対し、「創業時は『ゼロ』から『1』を作るスタートアップであり、それを10、100へと業績を拡大することがプライム上場までの過程だった。これから『1万』『1億』と爆発的に拡大しなければならず、既存の延長線上の組織のあり方で、その爆発的な成長が本当に実現できるのかと何度も考えた」等と説明し、「目標達成のために、最も合理的なフォーメーションって何だろうって考えたとき、澤田さんにバトンタッチすることなんじゃないかと考え、自ら交代を決めました。」と答えている。

## 趣味
小学生から大学生まで剣道を続けており、神戸大学では体育会剣道部主将を務めている。この他にトライアスロンも趣味として長年続けている。。プロランナーの神野大地とセルソースとの所属契約を結び、さらにケニア合宿に同行するなど、競技活動の全面支援に力を入れている。また自身も、2019年開催の第21回アジアマスターズ陸上競技選手権に4×100mリレー(M35)に第4走者として出場、金メダルを獲得している。(出場メンバーは同大会100m(M35)優勝の秋本真吾、日本グランプリシリーズ100m優勝の仁井有介、アテネ五輪4x400mリレー決勝4位の伊藤友広)。また、TBS人気スポーツ番組「SASUKE」2020の出場者にも選出されている。

## Podcast
- 超実践的幸福論 - 裙本理人 (Masato Tsumamoto) × Chronicle

## 著書
- ミレニアル・スタートアップ 新しい価値観で動く社会と会社

## メディア掲載
- 2024年2月16日 DIAMOND online「時価総額1兆円に!?住友商事出身のベンチャー創業者が伊藤忠出身のプロ経営者に社長交代「異例人事」の狙いとは？裙本理人・セルソース創業者インタビュー」
- 2021年11月30日 Number Web「松坂大輔41歳が振り返る 何度ものケガとどう向き合ってきたか？」（松坂大輔氏との対談）
- 2021年10月11日 東京証券取引所 上場会社トップインタビュー「創」「再生医療分野で世界初の『セントラルキッチン方式』ビジネスを実現、非連続な飛躍的成長を目指す」
- 2020年12月26日 NewsPicks「【裙本理人】無名だった僕は、こうして会社を大きくさせた」
- 2020年8月21日 Forbes JAPAN「競合はいない。「セントラルキッチン型」再生医療ベンチャーの挑戦」
- 2020年8月20日 Forbes JAPAN「グーグル本社元副社長も期待する、ロシア帰りの「再生医療の新星」」
- 2020年6月19日 日刊工業新聞「週末は別人／セルソース社長・裙本理人氏　心身の健康を保つカギ」
- 2020年4月18日 沖縄タイムス「陸上未経験から金メダリスト 出場１０カ月前から挑戦 裙本理人さん(37)マスターズ400R」
- 2020年2月15日 ラジオ「藤沢久美の社長Talk」
- 2020年2月9日 NewsPicks 「シゴテツ-仕事の哲人- セルソース社長CEO 裙本理人」（全7話連載）
- 2019年10月28日 STOCK VOICE 「新規上場企業トップインタビュー」